# Asterisk
Asterisk je open source aplikace, která implementuje telefonní ústřednu (PBX) pomocí obyčejného počítače.

## Technická specifikace
Oficiálně je Asterisk open source hybrid TDM a packet voice PBX, jedná se o IVR (Interactive Voice Response) platformu s funkčností Automatic Call Distribution (ACD). Neoficiálně jde možná o jedno z „nejsilnějších“, flexibilních a rozšířitelných řešení v oblasti integrovaného telekomunikačního softwaru.
Jde tedy o kompletní open source softwarovou PBX, běžící na platformách Linux a Unix, poskytující veškeré vlastnosti, které byste očekávali od PBX. Jedná se o obecnou distribuci pod podmínkami GNU General Public License. Systém je navržen tak, aby vytvořil rozhraní telefonnímu hardwaru, softwaru a libovolné telefonní aplikaci. Propojením s adresářovými službami lze získat další zajímavou funkcionalitu. Například dotazy na pobočky a překlad mezi jmény a pobočkami.

## Použití Asterisku

### Asterisk může být mimo jiné použit v těchto aplikacích
- Různorodá VoIP brána (MGCP, SIP, IAX, H.323)
- Pobočková ústředna (PBX)
- Voicemail služby s adresářem
- Interaktivní hlasový průvodce (IVR) server
- Softwarová ústředna (Softswitch)
- Konferenční server
- Packet voice server
- Šifrování telefonních nebo faxových volání
- Překlad čísel
- Aplikace Calling card
- Prediktivní volič (Predictive dialer)
- Řazení volání do front se vzdáleným zprostředkovatelem
- Vzdálené „kanceláře“ pro existující PBX

## Trixbox
Jako další varianta pro softwarovou VoIP ústřednu je Trixbox, který je pokračovatelem projektu Asterisk@Home. Na stránkách je k dispozici ISO image bootovacího CD, kde jako podklad je použit systém CentOS. Je možno vyzkoušet i virtuální stroj pro VMware. Obsahuje několik zajímavých rozšíření jako například webové rozhraní. Konfigurace se tak stává jednoduchou a rychlou.

## Asterisk a embeding
Asterisk je velmi vhodný pro nasazení do menších HW zařízení. Vzhledem k tomu, že je napsán v jazyku C, je modulární a vysoce konfigurovatelný, může běžet i na velmi slabém HW (např. 4MB FLASH, 32MB RAM).